# Mir Abdul Jabbar Khan
Mir Abdul Jabbar Khan (en urdu: میر عبدالجبار خان‎) fue el vicepresidente del Senado de Pakistán del 21 de marzo de 1994 al 20 de marzo de 1997.
Fue el gobernador interino de Baluchistán de 10-22 de abril de 1997 y se desempeñó como Presidente de la Asamblea Provincial de Baluchistán desde 21 de febrero de 1997 hasta 12 de octubre de 1999, en representación del Partido Wattan Jamhoori.
Murió el 3 de septiembre de 2015 en su casa en Karachi. Su hijo, Mir Zubair Mehmood, llevó sus restos a Sibi, donde fue enterrado el cuerpo.